# Una classe per Sylvia
Una classe per Sylvia (Sylvia - Eine Klasse für sich) è una serie televisiva tedesca prodotta e trasmessa dal 1998 al 2000 dall'emittente Sat.1. Protagonista della serie, nel ruolo di Sylvia Waldmann, è l'attrice Uschi Glas; altri interpreti principali sono Horst Sachtleben, Hannelore Cremer, Christian Touali, Johannes Habla, Stefan Hunstein, Ralf Bauer, Henryk Nolewajka. 
La serie si compone di 2 stagioni, per un totale di 26 episodi (13 per stagione), più un episodio pilota (in due parti). L'episodio pilota è stato trasmesso in prima visione il 28 ottobre 1998, mentre l'ultimo episodio è andato in onda il 7 dicembre 2000. 
In Italia, la serie è stata trasmessa in prima visione su Rete 4 da giugno a luglio 2002 

## Trama
Sylvia Waldmann si trasferisce a Monaco di Baviera per esercitare il lavoro di insegnante presso un liceo del capoluogo bavarese, dove le viene affidata una classe considerata "difficile", la 10b.
La scuola in cui lavora Sylvia è diretta dal Dott. Bieber, mentre i suoi colleghi sono il Signor Lit, Jacques Müller e Albert Schreiner.
Sylvia si trova a dover affrontare i vari problemi dei propri alunni, tra cui quelli legati all'uso di droghe e i loro problemi familiari.

## Personaggi e interpreti
- Sylvia Waldmann, interpretata da Uschi Glas. 
Insegnante amata dai propri studenti, è sempre disponibile nei loro confronti.[3][4]

## Episodi
| Stagione         | Puntate | Prima TV Germania | Prima TV Italia |
| ---------------- | ------- | ----------------- | --------------- |
| Prima stagione   | 13      | 1998              | 2000            |
| Seconda stagione | 13      | 2000              | 2000            |